# Medea (Benda)
Medea è un melodramma in un solo atto composto nel 1775 da Jiří Antonín Benda su libretto di Friedrich Wilhelm Gotter (scritto nel 1763).
L'opera venne considerata dai contemporanei una rottura nella tradizione musicale del tempo. Benda la compose a 52 anni, nella sua piena maturità, e fu spunto per la successiva opera di Wolfgang Amadeus Mozart, come egli stesso testimonia nei suoi scritti.

Secondo alcuni critici, Benda anticipò in quest'opera addirittura alcune delle caratteristiche musicali presenti nella musica di Richard Wagner.
Il librettista Gotter, drammaturgo tedesco oppositore del movimento Sturm und Drang che si stava affermando in quel periodo in Germania, si richiamava ai temi della cultura classica. Nella sua Medea rappresentò le vicende della figura mitologica rifacendosi alle omonime tragedie di Euripide e di Ovidio.
L'opera fu rappresentata per la prima volta al Theater am Rannstädter Tor di Lipsia il 1º maggio 1775. La parte della protagonista fu affidata a Sophie Seyler, attrice e moglie dell'impresario teatrale Abel Seyler, che aveva commissionato appositamente il melodramma alla coppia di autori dopo che la rivale artistica della consorte, Charlotte Brandes, aveva ottenuto un grande successo nel melodramma Ariadne auf Naxos nel gennaio dello stesso anno.
La Medea di Benda riscosse subito grandi consensi e fu messa in scena in altre città tedesche. Mozart assistette all'opera nel 1778 a Mannheim. Venne tradotta anche in altre lingue, tra cui italiano, danese (da Frederik Schwarz) e ceco.

## Trama
| Controllo di autorità | GND (DE) 1079564136 |